# Tegal Rejo (Margo Tabir)
Tegal Rejo is een bestuurslaag in het regentschap Merangin van de provincie Jambi, Indonesië. Tegal Rejo telt 673 inwoners (volkstelling 2010).